# Destruktivität
Destruktivität (lateinisch destruere „niederreißen“, „zerstören“) beschreibt die zerstörerische Eigenschaft von Dingen oder Sachlagen bzw. die zerstörerische Geisteshaltung oder Handlungsweise von Menschen. Sie ist das Gegenteil von Konstruktivität oder Produktivität.

## Allgemeiner Sprachgebrauch
Umgangssprachlich wird „destruktiv sein“ ähnlich wie oder als Steigerung von „negativ“ benutzt. Der Vorwurf der Destruktivität in einer Diskussion meint die Überbetonung negativer und feindselig kritisierender Elemente. Im Gegensatz dazu werden bei konstruktiver Kritik auch konkrete Verbesserungsvorschläge ausgedrückt.
Ein Verriss ist eine destruktive, laut Duden „vernichtende“ Kritik bzw. Rezension, die auch mit den Mitteln der Ironie oder Polemik formuliert wird und den Gegenstand einer Diskussion – wie z. B. in der Literaturkritik – in den wesentlichen Teilen seiner Ausführung und Zielsetzung als gescheitert ansieht.
Ein destruktives Misstrauensvotum innerhalb eines parlamentarischen Regierungssystems steht im Gegensatz zu einem konstruktiven Misstrauensvotum, wenn nicht gleichzeitig mit Antrag auf Abwahl eines Amtsträgers ein Vorschlag für den Nachfolger zur Wahl gestellt wird.

## Sozialpsychologie
In seinem Werk Anatomie der menschlichen Destruktivität definierte Erich Fromm Destruktivität als „bösartige Aggression“ (Zerstörungswut, Grausamkeit, Mordgier u. Ä.) und analysierte sie als eine menschliche Leidenschaft bzw. Charakterstruktur und auch als einen Wesenszug, der in kapitalistischen Gesellschaften verstärkt wird. In diesem Zusammenhang untersuchte er 30 rezente vorindustrielle Kulturen mit verschiedenen Lebensweisen anhand von ethnographischen Aufzeichnungen auf ihre konfliktsoziologischen Verhaltensweisen. Er kam dabei zu dem Ergebnis, dass die „Kriegslust“ mit der Entwicklung der Zivilisation zugenommen habe: Je mehr verschiedene Dinge der Mensch produziert und besitzt, desto größer sind Habgier und Neid, die er als zwingende Voraussetzungen für kriegerische Handlungen auffasste. Fromm stellte in seiner Studie fest, dass zumindest destruktives Verhalten bei den egalitär organisierten (unspezialisierten) Jägern und Sammlern viel häufiger fehlte oder viel geringer ausgeprägt war als bei zivilisierten Gesellschaften. Ursächlich sind nach seiner Auffassung die soziokulturellen Bedingungen, die er in die drei Gruppen „Lebensbejahende Gesellschaften“, „Nichtdestruktiv-aggressive Gesellschaften“ und „Destruktive Gesellschaften“ gliederte (siehe auch: „Krieg und Frieden“ in vorstaatlichen Gesellschaften).

## Arbeitssoziologie
Mit Destruktivität wird in der Arbeitssoziologie neben der „Produktivität“ der Arbeit ihre andere Seite betont: Alles Arbeiten produziere nicht nur etwas, einschließlich dessen, dass, wer arbeitet, sich auch selbst darin widerspiegele (siehe Bewusstsein, Stolz), sondern sie zerstöre gleichzeitig (a) die Umwelt (auch in Gestalt des verarbeiteten Rohmaterials), (b) andere Menschen (z. B. als Auswirkung des Wettbewerbs oder durch eine Beeinträchtigung der Kernfamilie), (c) den Arbeitenden selbst (kostet ihn Mühe und Lebenszeit).
Dieser destruktive Aspekt wird infolge der Betonung der Produktivität der Arbeit in Volkswirtschaftslehre und Soziologie seit dem Aufkommen des Kapitalismus sowohl im Liberalismus als auch im Sozialismus meist verdeckt oder als dysfunktional eingeordnet, also nicht in seiner umfassenden Wirksamkeit behandelt. Doch ist z. B. Schumpeters Konzept der „schöpferischen Zerstörung“ ähnlich fundiert (s.u.).
Die Destruktion kann sogar Hauptzweck der Arbeit sein (z. B. die Munitionsfabrikation), auch der Soldat ist dementsprechend ein Arbeiter (beispielsweise analog zu Karl Marx als – negativer – Proletarier bezeichnet), nur kann seine Arbeit destruktiver sein als z. B. die eines Bergmanns. Doch wird hier zugleich etwas produziert (z. B. kann eine Armee Sicherheit schaffen).
Aus dieser Sichtweise heraus kann industriesoziologisch (ohne dass dies eine allgemeingültige Wertung darstellt) Serien- und Massenproduktion in einem Industriebetrieb strukturanalytisch in Beziehung zur „Serien-“ und „Massendestruktion“ im Krieg gesetzt werden (z. B. in Gestalt von Raketenbatterien als Fabrik, aber auch von Schlacht- und Luftflotten, die insoweit wie mobile Industriebetriebe aufgefasst werden). Ashworth hat dies strukturfunktionalistisch an der Auswirkung der maschinellen (artilleristischen) Massentötung beim Grabenkrieg (in, engl.: Trench warfare) an der Westfront im Ersten Weltkrieg ab Herbst 1914 untersucht.
Auch im kriminellen Milieu – also bei der „Spitzbubenarbeit“ (nach Riehl) – überwiegen die destruktiven die konstruktiven Züge, obwohl z. B. Taschendiebe, die von Messe zu Messe reisen, ihre Arbeit durchaus wie einen Beruf auffassen und ein ‚normales‘ Familienleben führen, wie etwa ein Handelsvertreter (vgl. The professional thief von Sutherland).
„Destruktive Arbeit“ wird begrifflich streng (unabhängig von möglichen Überlappungen bei tatsächlichen Zerstörungen) von „vernichtender Tätigkeit“ unterschieden. Beispiele für letztere reichen vom Alltag bis zum Serien- und Massenmord an den Insassen von Vernichtungslagern (KZs). Empirisch wird der Unterschied (z. B. freizeitsoziologisch) anhand der Bräuche der Genugtuung untersucht, die nach einer abgeschlossenen „destruktiven Arbeit“ als ganz unterschiedlich zu den Bräuchen der Abkehr (des retreatism) nach einer abgeschlossenen „vernichtenden Tätigkeit“ beobachtbar werden. Beispielsweise haben Feste anlässlich abgeschlossener „destruktiver Arbeit“ eher feierliche Züge (Beerdigungen, Gedenkfeiern), nach „vernichtender Tätigkeit“ eher ausschweifende (vgl. Eugen Kogon, Der SS-Staat).

## Volkswirtschaftslehre
Das Element der Destruktivität spielt in der Volkswirtschaftslehre eine weit schwächere Rolle als das der Produktivität, blieb aber nie unbeachtet.
In der Theorie von Karl Marx erhalten die „Produktivkräfte … unter dem Privateigentum eine nur einseitige Entwicklung, werden für die Mehrzahl zu Destruktivkräften, und eine Menge solcher Kräfte können im Privateigentum gar nicht zur Anwendung kommen.“ (Die deutsche Ideologie, MEW 3, S. 60)
Joseph Schumpeters bereits angeführter Begriff des kapitalistischen Unternehmertums als einer „schöpferischen Zerstörung“ wurde dann eine einflussreiche volkswirtschaftliche Denkfigur.